# Casa de la Boétie
La casa La Boétie es troba a França, a Sarlat-la-Canéda, al departament de Dordonya, a la regió de la Nouvelle-Aquitaine. La casa La Boétie va ser construïda per Antoine de La Boétie, o La Boytie, lloctinent criminal dels senechaussee de Sarlat, entre 1520 i 1525. Étienne de La Boétie, amic de Michel de Montaigne, hi va néixer l'1 de novembre de 1530. La casa fou restaurada el 1910, després de la seva classificació el 1889.